# 鵪鶉嶺 (佛羅里達州)
鵪鶉嶺（英語：Quail Ridge）是位於美國佛羅里達州帕斯科縣的一個人口普查指定地區。

## 地理
鵪鶉嶺的座標為28°20′43″N 82°33′11″W / 28.34528°N 82.55306°W，而該地最高點為海拔高度17米（即56英尺）。

## 人口
根據2010年美國人口普查的數據，鵪鶉嶺的面積為12.01平方千米，當中陸地面積為10.76平方千米，而水域面積為1.25平方千米。當地共有人口1040人，而人口密度為每平方千米86人。